# Protoneura tenuis
Protoneura tenuis – gatunek ważki z rodziny łątkowatych (Coenagrionidae). Występuje na terenie Ameryki Południowej – stwierdzony w Wenezueli, na Trynidadie, w Brazylii, Peru i Boliwii.